# Pontificio consiglio della cultura
Il Pontificio consiglio della cultura (in latino Pontificium consilium de cultura) è stato un dicastero della Curia romana, soppresso da papa Francesco il 5 giugno 2022.

## Storia
Il pontificio consiglio per la cultura fu istituito da papa Giovanni Paolo II il 20 maggio 1982 con la lettera apostolica Fin dall'inizio.
Quest'organismo venne confermato da Giovanni Paolo II nella costituzione apostolica Pastor Bonus del 28 giugno 1988, con la quale il pontefice riformò la curia romana. Il papa precisa che, scopo del pontificio consiglio della cultura, è quello di "favorire le relazioni tra la Santa Sede ed il mondo della cultura, promuovendo in particolare il dialogo con le varie culture del nostro tempo, affinché la civiltà dell'uomo si apra sempre di più al Vangelo, e i cultori delle scienze, delle lettere e delle arti si sentano riconosciuti dalla Chiesa come persone a servizio del vero, del buono e del bello".
Il 25 marzo 1993 lo stesso papa, con la lettera apostolica Inde a pontificatu accorpò il Pontificio consiglio per la cultura con il Pontificio consiglio per il dialogo con i non credenti, istituendo un unico organismo con il nome di Pontificio consiglio della cultura.
Nel 2012 è stato unito al Pontificio consiglio della cultura, assumendone finalità e competenze, la Pontificia commissione per i beni culturali della Chiesa, contestualmente soppressa. Ancora nel 2012, papa Benedetto XVI ha istituito la Pontificia accademia di latinità dipendente dal Pontificio consiglio della cultura.
Il pontificio consiglio è stato soppresso da papa Francesco con la costituzione apostolica Praedicate evangelium e le sue competenze, assieme a quelle della soppressa Congregazione per l'educazione cattolica, sono assegnate al nuovo Dicastero per la cultura e l'educazione.

## Compiti
I vari compiti assegnati al pontificio consiglio della cultura sono specificati in modo dettagliato da Giovanni Paolo II nelle lettere apostoliche Fin dall'inizio e Inde a pontificatu, tra cui:
- promuovere l’incontro del Vangelo con le culture del nostro tempo;
- studiare e approfondire i vari fenomeni di frattura tra il Vangelo e le culture, le cause e le conseguenze;
- stabilire il dialogo con coloro che non credono in Dio o non professano alcuna religione, cercando i modi di collaborare
- valorizzare il patrimonio storico-artistico della Chiesa attraverso la conoscenza e lo studio dei diversi beni culturali: arte liturgica, biblioteche, archivi, musei, musica sacra, cultura immateriale, ecc.
- organizzare e promuovere ricerche, studi, convegni, ecc. nell'ambito della cultura;
- seguire e coordinare le attività delle pontificie accademie;
- collaborare con le conferenze episcopali, le organizzazioni internazionali cattoliche e gli organismi internazionali in materia di cultura.

## Struttura
Il Pontificio consiglio della cultura è articolato in tre sezioni: fede e cultura, dialogo con le culture, e beni culturali, ed è organizzato internamente in diversi dipartimenti, a capo dei quali vi sono degli officiali, che «coprono i principali settori tematici e geografici del mondo della cultura»:
- dialogo con i non credenti - Cortile dei Gentili;
- beni culturali e arti;
- cultura digitale;
- humanities;
- scienza e fede;
- sport.

## Cronotassi

### Presidenti
- Cardinale Gabriel-Marie Garrone (20 maggio 1982 - 19 aprile 1988 ritirato)
- Cardinale Paul Poupard (19 aprile 1988 - 3 settembre 2007 ritirato)
- Cardinale Gianfranco Ravasi (3 settembre 2007 - 5 giugno 2022 cessato)

### Segretari
- Presbitero Hervé Carrier, S.I. (dicembre 1982 - 1993 dimesso)
- Presbitero Franc Rodé, C.M. (25 marzo 1993 - 5 marzo 1997 nominato arcivescovo di Lubiana)
- Presbitero Bernard Ardura, O.Praem. (7 aprile 1997 - 3 dicembre 2009 nominato presidente del Pontificio comitato di scienze storiche)
- Vescovo Barthélemy Adoukonou (3 dicembre 2010 - 24 agosto 2017 ritirato)
- Vescovo Paul Tighe (28 ottobre 2017 - 5 giugno 2022 cessato)

### Segretari aggiunti
- Presbitero Tommaso Mariucci (2 gennaio 1982 - 1993 deceduto)
- Vescovo Paul Tighe (19 dicembre 2015 - 28 ottobre 2017 nominato segretario del medesimo dicastero)

### Sottosegretari
- Presbitero Raffaele Farina (1986 - 1991 dimesso)
- Presbitero Bernard Ardura, O.Praem. (1991 - 7 aprile 1997 nominato segretario del medesimo dicastero)
- Presbitero Fabio Duque Jaramillo, O.F.M. (9 luglio 1997 - 29 novembre 2003 nominato vescovo di Armenia)
- Monsignore Melchor José Sánchez de Toca y Alameda (14 aprile 2004 - 5 giugno 2022 cessato)

### Sottosegretari aggiunti
- Monsignore Carlo Maria Polvani (26 luglio 2019 - 5 giugno 2022 cessato)